# Lagupie
Lagupie è un comune francese di 624 abitanti situato nel dipartimento del Lot e Garonna nella regione della Nuova Aquitania. Da ricordare la Madonna di Tor Vergata, patrono della cittadina gemellata con l'omonima frazione romana.

## Società

### Evoluzione demografica
Abitanti censiti